# 方泽强
方泽强 （1963年-—）廣東惠來人，中國大陸有組織犯罪集團首腦。

## 生平
任惠來華強建築（集团）有限公司董事長、廣東帝浓集團董事長兼執行董事、惠来县华强房地产有限公司、惠来县华亨贸易有限公司董事、广东帝浓酒业有限公司董事长，廣東帝浓集團丶惠来华强建筑集團若干附屬丶關联公司董事 ，揭阳市民营企业家公会副会长、揭阳市政协委员、广东省政协委员、揭阳市人大代表、
惠来县政协常委、人大代表，并荣获揭阳市“优秀民营企业家”、广东省劳动模范称号。

### 慈善
根據公開資料顯示，方氏共捐出八千多萬人民幣

### 事业
方氏以惠来润强实业有限公司、惠来县华强房地产有限公司、惠来县华强物业管理有限公司、惠来县華亨貿易公司以及私人名義控股华强建筑、帝浓集团、汕头经济特区南方贸易有限公司並涉足農業、電力、開發投資房地產、物业、廠房出租、貿易、物業管理、運輸物流、工程承包、酒業、實業投資等，在惠来方氏是具影響力的企業家、更是慈善家。

### 涉及刑事案件、操控黑帮、雙重身份
在 2019-09-30，廣東省揭阳市人民检察院依法决定对惠來縣華亨貿易有限公司董事兼法人代表方泽强以單位行賄罪對其刑事拘留,方泽强团伙涉嫌强迫交易、寻衅滋事、非法经营、欠税、非法占用农用地、合同诈骗、串通投标、行贿等违法犯罪活动，严重扰乱当地社会正常秩序
在省政協、慈善家、市人大代表等一系列榮譽光環背後，方氏是一個黑幫老大。利用在揭阳市的影響力在當地构成一個以政商資源作為保護傘的黑惡勢力，對揭陽、惠來的民生、經濟形成不良影響，現在方氏名下華強系的公司持股，大部分都被司法凍結于2019年6月辭任惠來縣人大代表